# Якобсен, Микаэль
Микаэ́ль Я́кобсен (дат. Mikael Jakobsen; род. 2 января 1986[…], Копенгаген) — датский футболист, защитник. Выступал за юношеские сборные Дании различных возрастов, а также за молодёжную сборную.

## Карьера
Якобсен начал играть в футбол в молодёжных командах клубов «Б 1908» и «Б 93», выступавших в Первом дивизионе Дании. Дебютировал на профессиональном уровне в 2002 году в «Б 93», тогда же сыграл несколько матчей за юношеские сборные Дании различных возрастов. По итогам 2002 года был назван лучшим игроком Дании в возрасте до 17 лет. Был замечен селекционерами ПСВ, и летом 2003 года Якобсен дебютировал в системе молодёжных команд нидерландского клуба. В первой команде ПСВ ему удалось сыграть лишь 10 минут, и в мае 2004 года Якобсен перестал вызываться в юношескую сборную Дании (до 19 лет).
В феврале 2005 года Микаэль Якобсен покинул ПСВ и вернулся в Данию, где подписал контракт с «Ольборгом», проявив себя как крепкий защитник с хорошим пасом. Провёл в Суперлиге все 15 матчей второй половины сезона. Был снова вызван в юношескую, а в июне 2005 года — и в молодёжную сборную страны.
В мае 2006 года Якобсен со сборной Дании поехал на молодёжный чемпионат Европы, где провёл 3 матча. В сезоне 2006/07 Микаэль провёл в Суперлиге 32 матча из 33, а «Ольборг» после 8-летнего перерыва оказался в тройке призёров. В следующем сезоне датской Суперлиги Якобсен завоевал с «Ольборгом» чемпионский титул.
Выступления Якобсена в групповом турнире Лиги чемпионов 2008/09, в том числе гол в ворота «Манчестер Юнайтед», привлекли к нему внимание казанского «Рубина». Однако Якобсен остался в «Ольборге».
Летом 2010 года Микаэль Якобсен стал игроком испанской «Альмерии». Дебютировал за новый клуб 29 августа 2010 года в гостевом поединке с «Осасуной». Отыграл в Испании полтора сезона, после чего вернулся в Данию — в клуб «Копенгаген».

## Статистика

### Матчи Якобсена за сборную Дании
| Матчи Якобсена за сборную Дании | Матчи Якобсена за сборную Дании | Матчи Якобсена за сборную Дании | Матчи Якобсена за сборную Дании | Матчи Якобсена за сборную Дании | Матчи Якобсена за сборную Дании |
| ------------------------------- | ------------------------------- | ------------------------------- | ------------------------------- | ------------------------------- | ------------------------------- |
| №                               | Дата                            | Соперник                        | Счёт                            | Голы Якобсена                   | Соревнование                    |
| 1                               | 28 марта 2009                   | Мальта                          | 3:0                             | —                               | Чемпионат мира 2010 (отбор)     |
| 2                               | 1 апреля 2009                   | Албания                         | 3:0                             | —                               | Чемпионат мира 2010 (отбор)     |
| 3                               | 12 августа 2009                 | Чили                            | 1:2                             | —                               | Товарищеский матч               |
| 4                               | 10 октября 2009                 | Швеция                          | 1:0                             | —                               | Чемпионат мира 2010 (отбор)     |
| 5                               | 14 октября 2009                 | Венгрия                         | 0:1                             | —                               | Чемпионат мира 2010 (отбор)     |

Итого: 5 матчей / 0 голов; 3 победы, 0 ничьих, 2 поражения.

## Достижения

### Командные
- Чемпион Дании: 2007/08
- Бронзовый призёр чемпионата Дании: 2006/07, 2012/13
- Финалист Кубка Дании: 2008/09
- Победитель розыгрыша Кубка Интертото: 2007

### Личные
- Лучший игрок Дании в возрасте до 17 лет: 2002